# فینال جام ملت‌های اروپا ۱۹۸۰
فینال جام ملت‌های اروپا ۱۹۸۰، رقابت پایانی جام ملت‌های اروپا ۱۹۸۰ است که مابین تیم ملی فوتبال آلمان غربی و تیم ملی فوتبال بلژیک در ورزشگاه المپیک رم، رم برگزار شده‌است.
این مسابقه که در تاریخ ۲۲ ژوئن ۱۹۸۰ انجام شده‌است با نتیجه ۲ بر ۱ به سود تیم ملی فوتبال آلمان غربی به پایان رسید.